# Wladimir Wassiljewitsch Kowaljonok
Wladimir Wassiljewitsch Kowaljonok (russisch Владимир Васильевич Ковалёнок, belarussisch Уладзімір Васільевіч Кавалёнак Uladsimir Wassiljewitsch Kawaljonak; * 3. März 1942 Beloje, Raion Krupki, Minskaja Woblasz, Weißrussische Sozialistische Sowjetrepublik) ist ein ehemaliger sowjetischer Kosmonaut.

## Raumfahrertätigkeit
Kowaljonok  wurde 1967 Kosmonaut und wurde als Raumstationsbesatzung ausgebildet. Für den Raumflug von Sojus 18 im Mai 1975 zur Raumstation Saljut 4 war er Ersatzmann.
Seinen ersten Raumflug trat er am 9. Oktober 1977 als Kommandant von Sojus 25 an. Zusammen mit Waleri Rjumin flog er zur Raumstation Saljut 6. Die beiden Kosmonauten sollten die erste Besatzung der neuen Raumstation werden, die Kopplung misslang jedoch und das Raumschiff musste vorzeitig zur Erde zurückkehren. Dies war bis Sojus TM-19 im Jahr 1994 der letzte Sojusflug, bei dem alle Mannschaftsmitglieder Weltraumneulinge waren.
Bereits für den Nachfolgeflug Sojus 26 im Dezember 1977 war er wieder Ersatzkommandant, ebenso für Sojus 27 im Januar 1978. Sojus 28 war nur ein kurzer Raumflug mit einer Gastmannschaft, sodass Kowaljonok hierfür nicht vorgesehen wurde.
Wladimir Kowaljonok flog am 15. Juni 1978 als Kommandant von Sojus 29 zusammen mit Alexander Iwantschenkow zu Saljut 6, wo sie die zweite Stammbesatzung (Saljut 6 EO-2) bilden sollten. Dieses Mal klappte die Kopplung problemlos. Während ihrer Zeit als Stammbesatzung an Bord von Saljut 6 empfingen sie die Besucher von Sojus 30 (Pjotr Klimuk und Mirosław Hermaszewski). Als sich die Lebensdauer des Raumschiffes Sojus 29 dem Ende näherte, brachte die nächste Besuchsmannschaft, der Raumfahrtveteran Waleri Bykowski und der erste Deutsche im All, Sigmund Jähn, mit Sojus 31 ein neues Raumschiff und nahmen Sojus 29 zur Erde zurück. Als Gastgeber des Besuchs von Jähn an Bord von Saljut 6 wurden  Kowaljonok und  Iwantschenkow später mit dem Ehrentitel Held der DDR ausgezeichnet. Kowaljonok und Iwantschenkow landeten mit Sojus 31 nach 139 Tagen im All. Damit hatten sie einen neuen Dauerrekord im Weltraum aufgestellt.
Für den Flug von Sojus T-3 im November 1980 war Kowaljonok wieder Ersatzkommandant.
Zu seinem dritten Raumflug startete Kowaljonok am 12. März 1981 mit Sojus T-4. Wieder führte die Reise zu Saljut 6, dieses Mal mit Wiktor Sawinych als Bordingenieur. Die beiden Kosmonauten waren die sechste und letzte Stammbesatzung der Raumstation. Sie empfingen die Gastmannschaften von Sojus 39 und Sojus 40, bevor sie nach 74 Tagen Saljut 6 wieder verließen.
Nachdem Kowaljonok im Juni 1984 den aktiven Dienst als Kosmonaut quittierte, wurde er Direktor der Ingenieursakademie der Luftstreitkräfte. 1986 verteidigte er seine Dissertation und erhielt den Titel Doktor der Militärwissenschaften.
Mit dem letzten Dienstgrad Generaloberst ist er seit 18. Juni 2002 a. D.
Er ist verheiratet und hat zwei Kinder.

## Auszeichnungen (Auswahl)
- 1978: Held der DDR
- 1979: Leibniz-Medaille